# Donazac
Donazac település Franciaországban, Aude megyében. Lakosainak száma 111 fő (2022. január 1.). Donazac Alaigne, Loupia, Pauligne és Routier községekkel határos.

## Népesség
A település népessége az elmúlt években az alábbi módon változott:
| Lakosok száma | 144  | 122  | 89   | 94   | 101  | 106  | 109  | 110  | 111  | 111  |
|               | 1968 | 1982 | 1990 | 2006 | 2013 | 2015 | 2017 | 2019 | 2020 | 2022 |